# Karl Vötterle
Karl Vötterle (Augsburg, 12 april 1903 - Kassel, 29 oktober 1975) was een Duits uitgever van muziek. 
Om liederen voor de muzikale jeugdbeweging te drukken, stichtte hij in 1923 te Augsburg de uitgeverij Bärenreiter. In 1927 verhuisde hij naar Kassel en het werd een der grootste muziekuitgeverijen ter wereld. Vooral de heruitgave van Heinrich Schütz en Quempas betekende rond 1930 een heropleving van de kerstliederen. Hij gaf het werk van Hugo Distler uit.
In 1949 verscheen het eerste van 17 delen van de encyclopedie Die Musik in Geschichte und Gegenwart. Hij gaf ook de verzamelde werken uit van Mozart, Bach, Händel, Schubert en Berlioz.